# Hilda Paredes
Hilda Paredes (Tehuacán, México, 1957) es una de las principales compositoras contemporáneas de México. Ha recibido muchos premios prestigiosos por su obra. Actualmente reside en Londres y está casada con el violinista inglés Irvine Arditti.

## Biografía
Paredes nació en Tehuacán (México), donde estudió piano y flauta. A la edad de 21 años fue a Londres para continuar sus estudios universitarios y para desempeñarse con regularidad como flautista. Hizo arreglos de música popular y clásica con varios conjuntos. Durante este tiempo comenzó a realizar sus propias composiciones.
Como estudiante asistió a clases de posgrado en el Dartington College of Arts, donde estudió con Peter Maxwell Davies y Richard Rodney Bennett. Después de graduarse en la Guildhall School of Music and Drama obtuvo una maestría en artes en la Universidad de la Ciudad de Londres y completó un doctorado en filosofía en la Universidad de Mánchester.
Su colaboración con coreógrafas le llevó a recibir el premio Música para Baile del Consejo de Artes de Gran Bretaña en 1988.
No mucho tiempo después de su colaboración con el Proyecto de Ópera de Aventura de Jardín en Dartington completó su primera ópera de cámara llamada La séptima semilla, publicada por Mode Records.
Paredes siguió implicada en la vida musical de su país nativo, enseñando en la Universidad Nacional Autónoma de México, produciendo música nueva en la radio y colaborando con la Orquesta de Baja California, adaptando canciones tradicionales de España y México.
Hilda continúa viviendo en Londres, donde es una compositora independiente. Ha enseñado composición y ha dado cátedras en la Universidad de Mánchester, la Universidad de California en San Diego, así como en México, España y en el Centro Acanthes en Francia. También fue la Profesora Visitante Darius Milhaud de 2007 en la Mills College en Estados Unidos.
Su segunda ópera de cámara, El palacio imaginado, encargada por Musik der Jahrhunderte, la English National Opera y el Festival de Artes e Ideas en New Haven, fue muy aclamada en ambos lados del océano Atlántico.